# Crucișor (gmina)
Crucișor – gmina w Rumunii, w okręgu Satu Mare. Obejmuje miejscowości Crucișor, Iegheriște i Poiana Codrului. W 2011 roku liczyła 2546 mieszkańców.